# 1988 Delores
1988 Delores è un asteroide della fascia principale. Scoperto nel 1952, presenta un'orbita caratterizzata da un semiasse maggiore pari a 2,1542725 UA e da un'eccentricità di 0,1024274, inclinata di 4,25190° rispetto all'eclittica.
L'asteroide è dedicato all'astronoma statunitense Delores Owings, parte del gruppo autore della scoperta.